# Lamares
Lamares est une localité de la commune portugaise de Vila Real. Sur 8,70 km2 de superficie, on recense 351 habitants (2011).